# Nässelsoppa

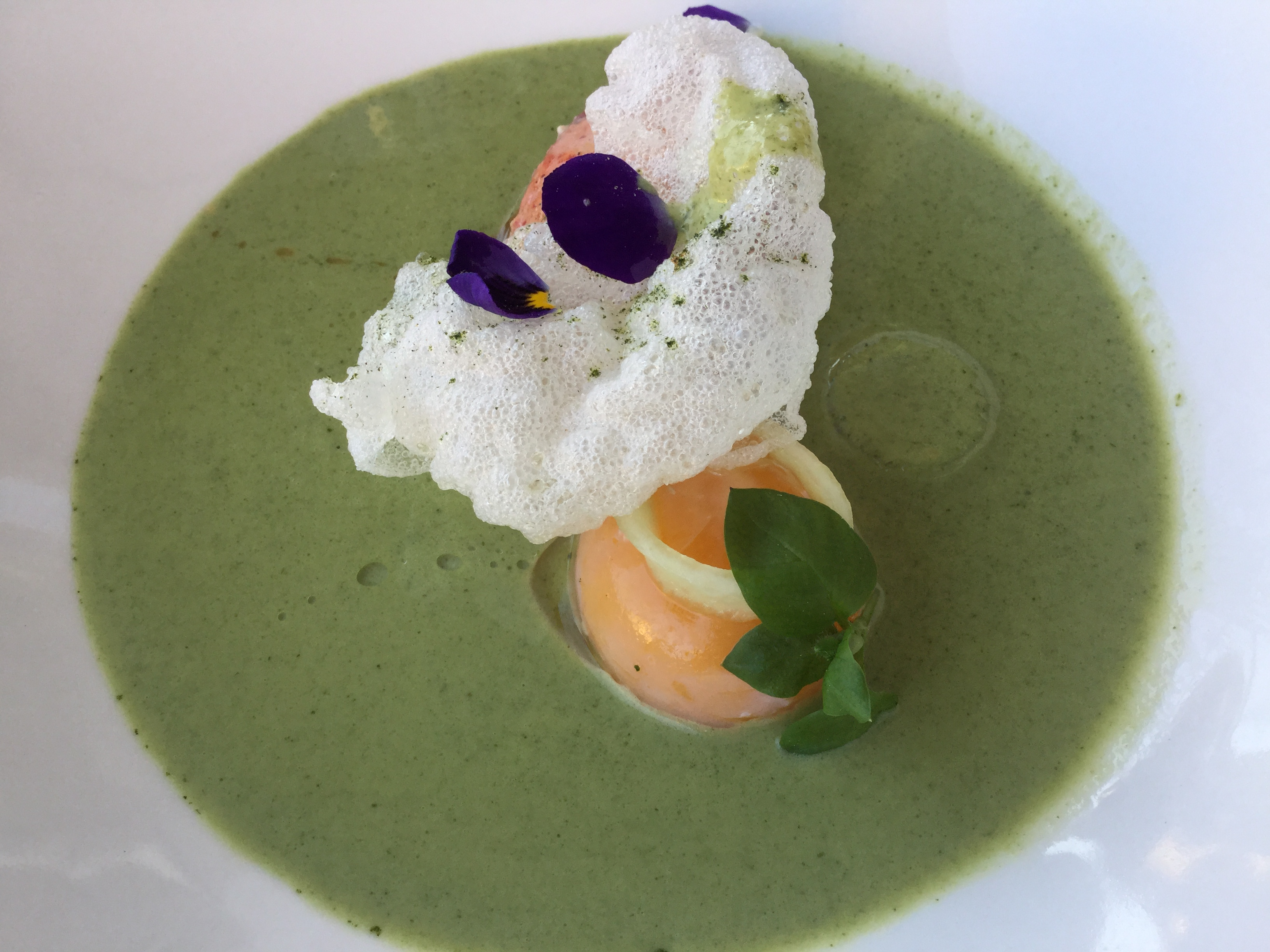
Nässelsoppa med hummer och pocherad äggula

Nässelsoppa är en soppa gjord på brännässlor. Den äts främst under våren och tidiga sommaren, på de nya späda nässelskotten. Nässlorna förvälls. Förvällda nässlor kan frysas och anrättas senare. Soppan äts och tillagas främst i Norden och delar av Östeuropa. Den serveras ofta med kokta ägghalvor.
I Storbritannien åt man  stuvade nässlor under bronsåldern, 1000 f.Kr.